# Бузан (Называевский район)
Бузан — деревня в Называевском районе Омской области России. В составе Мангутского сельского поселения.
Население 60 чел. (2010) .

## История
Основана в 1726 г. В 1928 г. село Бузаны состояло из 97 хозяйств, основное население — русские. Центр Бузанского сельсовета Называевского района Омского округа Сибирского края

## Население
| 1926 | 2002 | 2010 |
| ---- | ---- | ---- |
| 499  | ↘124 | ↘60  |

Гендерный состав
По данным Всероссийской переписи населения 2010 года в гендерной структуре населения из 60 человек мужчин — 34, женщин — 26	(56,7 и 43,3 % соответственно)
Национальный состав
В 1928 г. основное население — русские.
Согласно результатам переписи 2002 года, в национальной структуре населения русские составляли 90 % от общей численности населения в 124 чел..